# Гура-Каменчий
Гура-Каменчий (рум. Gura Camencii) — село в Флорештском районе Молдавии. Является административным центром коммуны Гура-Каменчий, включающей также сёла Бобулешты и Гвоздово.

## География
Село расположено на высоте 81 метров над уровнем моря.

## Население
По данным переписи населения 2004 года, в селе Гура Каменчий проживает 1566 человек (736 мужчин, 830 женщин).
Этнический состав села:
| Национальность | Число жителей | Процентный состав |
| -------------- | ------------- | ----------------- |
| молдаване      | 1518          | 96.93             |
| русские        | 23            | 1.47              |
| украинцы       | 20            | 1.28              |
| румыны         | 2             | 0.13              |
| поляки         | 2             | 0.13              |
| прочие         | 1             | 0.06              |
| Всего          | 1566          | 100%              |

## Известные уроженцы
- Коваль, Владимир — публичный деятель.
- Русу, Мирча (род. 1950) — молдавский политик, член Парламента Республики Молдовы (1990—1994).
- Северован, Михаил Степанович  (род. 1947) — молдавский политик, Примар Кишинёва (1990).